# Mosznino
Mosznino – dawniej wieś, zaścianek i folwark. Obecnie część Rumiancewa na Białorusi, w obwodzie grodzieńskim, w rejonie mołodeckim, w sielsowiecie Markowo.

## Historia
W czasach zaborów wieś, zaścianek i folwark w gminie Bienica w powiecie oszmiańskim, w guberni wileńskiej Imperium Rosyjskiego.
W latach 1921–1945 wieś, zaścianek i folwark leżały w Polsce, w województwie wileńskim, w powiecie oszmiańskim (od 1927 roku w powiecie mołodeckim), w gminie Bienica.
W 1931 wieś w 8 domach zamieszkiwało 39 osób, zaścianek – w 3 domach 20 osób, folwark – w 2 domach 13 osób.
Wierni należeli do parafii rzymskokatolickiej i prawosławnej w Bienicy. Miejscowość podlegała pod Sąd Grodzki w Mołodecznie i Okręgowy w Wilnie; właściwy urząd pocztowy mieścił się w Bienicy.